# Ceyx erithaca
El martín pescador oriental o martín pigmeo oriental (Ceyx erithaca), es una especie de ave coraciforme de la familia Alcedinidae que vive en el sur de Asia.

## Descripción
El martín pescador oriental mide alrededor de 13 cm de largo. Sus partes inferiores son de color amarillo, mientras que existen dos formas de color en sus partes superiores, hay una forma en la que su manto y alas son castañas rojizas con tonos violáceos y otra en la que son de color azul oscuro brillante. Su píleo y obispillo son rojos y suelen presentar tonos violetas sobre los ojos. Su pico y patas también son rojos.

## Distribución y hábitat
Se extiende por las selvas de tierras bajas del sudeste asiático, el oeste del subcontinente Indio y Ceilán. Se encuentra en Bangladés, Bután, Brunéi, Camboya, India, Indonesia, Laos, Malasia, Birmania, Singapur, Sri Lanka, Tailandia y Vietnam.
Su hábitat preferido son los arroyos en bosques densos sombríos.

## Comportamiento
En la región de Konkan del suroeste de la India, empieza a criar a comienzos de los monzones en junio. Su nido consiste en un túnel horizontal de hasta un metro excavado en un talud arenoso. La puesta suele constar de 4-5 huevos y es incubada por ambos miembros de la pareja. Los huevos eclosionan a los 17 días. Los polluelos tardan 20 en desarrollarse. Los pollos son alimentados con gecos, escincos, cangrejos, caracoles, ranas, grillos y libélulas.

## Taxonomía
Se reconocen tres subespecies, según un orden filogenético de la lista del Congreso Ornitológico Internacional:
- C. e. erithaca (Linnaeus, 1758)
- C. e. macrocarus Oberholser, 1917 - propio de las islas Andaman y Nicobar
- C. e. motleyi Chasen & Kloss, 1929 - propio de las islas Filipinas, Java, Borneo, Sumbawa y Flores